# Enzo Guerrero
Enzo Francesco Guerrero Segovia (Andacollo, 31 de enero de 1991) es un futbolista chileno que juega de Defensa en Provincial Ovalle de la Segunda División de Chile.

## Trayectoria
El jugador oriundo de la ciudad religiosa y minera de la cuarta región, Andacollo, inició sus primeros pasos en el balompié, en el Club Deportivo Alianza de la misma ciudad. Luego de un deslumbrante paso por el fútbol amateur en las categorías infantil y juvenil del Club, pasó a integrar las inferiores del cuadro pirata Coquimbo Unido debutando en el fútbol profesional chileno el año 2009.
El presente del jugador andacollino se desarrolla en Club de Deportes La Serena, donde es capitán y referente.
También destacó en el cuadro de Cobreloa. Su primer gol por el cuadro naranja lo convirtió en el debut de Cobreloa en el campeonato de Primera B del fútbol chileno el 26 de julio de 2015, donde jugó de titular.

## Selección
| Selección                 | Sede | Año  | PJ | Goles |
| ------------------------- | ---- | ---- | -- | ----- |
| Selección sub-20 de Chile | Perú | 2011 | 6  | 0     |

## Clubes
| Club               | País  | Año       | PJ  | Goles |
| ------------------ | ----- | --------- | --- | ----- |
| Coquimbo Unido     | Chile | 2009-2014 | 118 | 6     |
| Cobreloa           | Chile | 2015-2016 | 38  | 1     |
| Deportes Iquique   | Chile | 2016-2017 | 40  | 1     |
| Palestino          | Chile | 2018-2021 | 74  | 3     |
| Ñublense           | Chile | 2021-2023 | 27  | 0     |
| Deportes La Serena | Chile | 2024      | 14  | 1     |
| Provincial Ovalle  | Chile | 2025-Act. | 0   | 0     |

## Palmarés

### Campeonatos nacionales
| Título     | Club               | País  | Año  |
| ---------- | ------------------ | ----- | ---- |
| Copa Chile | Palestino          | Chile | 2018 |
| Primera B  | Deportes La Serena | Chile | 2024 |